# Sahak II Mashalian
Sahak Mashalian (in armeno Սահակ Մաշալյան; Istanbul, 17 marzo 1962) è un arcivescovo cristiano orientale armeno, 85º patriarca armeno di Costantinopoli.

## Biografia
Nato il 17 marzo 1962 a Istanbul, è da anni noto per la sua predicazione e la sua opera letteraria. Vocazione tardiva la sua. Era infatti iscritto alla facoltà di ingegneria quando ricette la vocazione. Nel 1983 iniziò il suo ministero spirituale a Costantinopoli, studiando e lavorando nel Patriarcato armeno. Si iscrisse, quindi, alla Facoltà di Filosofia dell'Università di Istanbul. Nel 1986 fu ordinato diacono dal Patriarca di Costantinopoli, Sua Beatitudine Shnorq Galustyan di Yuzkat. Tra il 1989 e il 1994 ha studiato Teologia a Londra.
Nel 1992 venne ordinato sacerdote a Costantinopoli dal Patriarca Garegin II Ghazanchyan. Tra il 1994 e il 1997 è stato membro della Scuola dei Santi Traduttori del Patriarcato armeno di Gerusalemme, ricoprendovi un ruolo ispettivo e di docente di religione. Dal biennio 1997-1999 ha ulteriormente approfondito la sua formazione teologica all'Università di Dublino. Negli anni 1999-2005 ha ricoperto l'ufficio al Dipartimento ecumenico ed è stato anche parroco a Istanbul. Nel quinquennio successivo ha insegnato Introduzione e interpretazione del Nuovo Testamento nel Seminario Teologico Gevorkian della Santa Sede di Echmiadzin e nel Seminario di Sevan.
Il 21 aprile 2006 ha discusso la tesi di dottorato dal titolo "Fede e Miracolo" nella Sede Madre della Santa Etchmiadzin e il giorno dopo, nella chiesa di Mesrop Mashtots, è stato ordinato archimandrita. Dal 2007-2010 ha nuovamente ricoperto ruolo ispettivo, questa volta nel Seminario teologico Gevorkian e il 24 agosto 2008 da Karekin II ha ricevuto l'ordinazione episcopale.
Il 30 aprile 2015 il vescovo Mashalyan era stato a Bari nella sua funzione di Direttore delle Relazioni Ecumeniche e Interreligiose del Patriarcato armeno di Costantinopoli.
Nel luglio del 2019 è stato eletto Degabah ovvero Locum tenens, e garante della procedura elettorale del Patriarca di Costantinopoli degli Armeni.